# Príncipe Myshkin
El Príncipe Lev Nikoláievich Myshkin (en ruso, князь Лев Николаевич Мышкин) es el protagonista de la novela de 1869 El idiota de Fiódor Dostoyevski. Dostoievski quería crear un personaje que fuera "totalmente positivo... con una naturaleza absolutamente hermosa", alguien que fuera verdaderamente cristiano. 
Al comienzo de El idiota, el príncipe Myshkin ha estado en un sanatorio en Suiza durante los últimos cuatro años, para el tratamiento de su epilepsia. A los 26 años, habiendo recuperado su salud y en posesión de un documento legal que sugiere el derecho a una importante herencia, regresa a Rusia. En San Petersburgo, su pureza y candidez llevan a muchos a tomarlo por un idiota. Sin embargo, posee un intelecto incisivo, una profunda inteligencia emocional y una sabiduría que supera sin par entre los otros personajes de la novela.

## Importancia del personaje para la novela
Como novela polifónica, cada personaje de El idiota tiene una voz y una perspectiva únicas en relación con la acción y los demás actores. Como tal, cada escena es una convergencia dramática de múltiples voces y perspectivas independientes en lugar de ser simplemente un relato monológico del evento por parte de un narrador. Dostoievski hace del príncipe Myshkin un personaje cuya voz es capaz de "interferir activa y confiadamente en el diálogo interior de la otra persona". Por lo tanto, es importante no solo para la trama, sino también para la conciencia misma de los personajes individuales. Su perspicacia, compasión, sinceridad, franqueza, falta de inclinación a juzgar y falta de egoísmo social normal despiertan una conciencia receptiva en la mayoría de las personas con las que se relaciona y sirven para interrumpir el flujo habitual de sus pensamientos y acciones egocéntricos. Según Joseph Frank, el personaje del príncipe Myshkin se acerca a "la encarnación más extrema del ideal cristiano del amor que la humanidad puede alcanzar en su forma actual, pero se ve desgarrado por el conflicto entre los imperativos contradictorios de sus aspiraciones apocalípticas y sus limitaciones terrenales".

### Nastasya Filíppovna
Es en el personaje de Nastasya Filíppovna donde se acentúa más la capacidad del Príncipe para influir en el diálogo interior del otro. Considerada tanto por la sociedad como por ella misma como una "mujer caída" debido a años de explotación sexual por parte de Totsky, Nastasya Filíppovna a menudo adopta la personalidad destructiva y de lengua afilada de una cortesana cínica. Myshkin entiende que esta persona surge de una internalización del abuso que sufrió y la injusta condena moral consiguiente, y desde su primer encuentro le hace saber que no es quien realmente es y que no es culpable de nada. En la escena en el departamento de los Ívolguin, Nastasya Filíppovna se burla de la familia de Ganya (que sabe que la desaprueba) y provoca intencionalmente una escena escandalosa, pero "la voz de Myshkin, que se cruza con su diálogo interno en otra dirección, la obliga a cambiar abruptamente ese tono". Besa la mano de la madre de Ganya y reconoce la verdad del reproche de Myshkin. En la escena del escándalo posterior en el apartamento de Nastasya Filíppovna, Myshkin la incita una vez más a abandonar el modelo de la 'mujer caída'. Aunque es solo temporal, y Nastasya Filíppovna reafirma persistentemente la voz negativa de su culpa en sus palabras y acciones, Myshkin permanece en su conciencia como la voz de su inocencia. Cerca del final de la novela, cuando Aglaya Ivánovna (de quien el Príncipe está enamorado) se convierte en la acusadora de Nastasya Filíppovna, Myshkin la defiende nuevamente y le dice a Aglaya que las acusaciones son injustas. Según el narrador, Nastasya Filíppovna "—aunque a veces se comportaba con tal cinismo y descaro—era en realidad mucho más modesta, suave y confiada de lo que se podría haber creído... Myshkin entendió esto."

### Rogozhin
Después de conocer a Myshkin en el tren a Petersburgo en la escena inicial del libro, Rogozhin lo etiqueta como yuródivy (tonto santo). En la tradición ortodoxa oriental, el yuródivy solía ser una figura muy respetada. Según Frank, "aunque el Príncipe educado y caballeroso no se parece externamente a estas figuras excéntricas, sí posee su don tradicional de perspicacia espiritual". Rogozhin, al percibir las cualidades únicas del Príncipe, inmediatamente lo convierte en su confidente y le cuenta la historia de su obsesión por Nastasya Filíppovna. Más adelante en la novela, cuando, por celos, Rogozhin ha desarrollado un odio hacia él, Myshkin continúa tratando a Rogozhin como su amigo y hermano y, al igual que con Nastasya Filíppovna, puede sacarlo temporalmente de su oscuridad y llevarlo a un espacio de intimidad. luz y esperanza. Pero como Nastasya Filíppovna, la voz negativa de su obsesión siempre se reafirma en la ausencia de Myshkin y lo provoca a la violencia.

### Aglaya Ivánovna
La naturaleza noble y apasionada de Aglaya Ivánovna la lleva a idealizar al Príncipe, convirtiéndolo en una figura parecida a Don Quijote, particularmente en relación con sus intentos de 'salvar' a Nastasya Filíppovna. Aunque el Príncipe está fascinado por Aglaya y se enamora de ella, en ningún momento se ve influido por esta idealización ni por ninguna de sus otras opiniones equivocadas. Las ilusiones de Aglaya y las motivaciones reales del Príncipe se yuxtaponen en una serie de escenas o escenas consecutivas. Por ejemplo, en una escena de la Parte II, Aglaya lee en voz alta el poema de Pushkin El pobre caballero, indicando inequívocamente a la multitud reunida que está identificando al Príncipe con el tema del poema, un noble Caballero que parte para luchar heroicamente en el cruzadas Cuando esta escena se ve interrumpida por la llegada del grupo de nihilistas que buscan calumniar al Príncipe y explotar su riqueza, Aglaya está encantada de que tendrá la oportunidad de "defenderse triunfalmente". En cambio, el Príncipe intenta humildemente hacer las paces con los jóvenes y absorbe con calma sus insultos y provocaciones, incluso simpatiza con ellos y ofrece ayuda. En la escena de la cena en la casa de los Epanchin en la Parte IV de la novela, Myshkin denuncia apasionadamente el catolicismo, describiéndolo como una religión no cristiana porque ha estado dominada por el deseo de supremacía política. Denuncia así "la misma confusión de lo temporal y lo espiritual que, en el plano personal, Aglaya quiere que él encarne".
Al igual que con los otros personajes, Myshkin es capaz de afectar en varios momentos el diálogo interior de Aglaya de una manera que le permite encontrar ciertas alñternativas a su situación, pero ella tampoco puede sostener el cambio que produce. En su diálogo más largo y significativo, durante su encuentro secreto en 'el asiento verde', su discurso alterna entre un humor espontáneo y una inocencia provocada por el amor sincero de Myshkin por ella, y estallidos de ira provocados por una mala interpretación de su devoción por Nastasya Filíppovna y su fracaso para encarnar su ideal romántico.

### Ippolit Teréntiev
El personaje de Ippolit solo tiene un papel relativamente periférico en la trama, pero es de vital importancia porque representa una orientación antitética a Myshkin en relación con los problemas de la vida y la muerte, Dios y la moral, que forman la base temática de la novela. Al igual que Myshkin, Ippolit vive a la sombra de la enfermedad y la muerte, pero su atormentada cosmovisión nihilista excluye la visión de armonía, alegría y compasión que es tan esencial para Myshkin. En consecuencia, se ve impulsado a extremos crecientes de rebelión contra la sociedad, contra la naturaleza y contra Dios, mientras se esfuerza por afirmar su voluntad frente a su impotencia.
A pesar de sus orientaciones aparentemente opuestas, Ippolit y el Príncipe tienen mucho en común. Ocasionalmente es evidente que Ippolit comparte el sentido de lo sagrado y lo bello de Myshkin, y se dirige conscientemente a esa sensibilidad al construir su filosofía atea. La interpretación de Ippolit del símbolo religioso clave del libro, la pintura de Holbein El cuerpo del Cristo muerto en la tumba, como algo que ilustra perfectamente la omnipotencia de la 'naturaleza ciega', se postula precisamente porque es Cristo quien está representado: 'naturaleza' ha "agarrado, aplastado y devorado sin sentido, torpemente y sin sentimiento, un gran Ser invaluable, un Ser digno de toda la naturaleza y sus leyes, digno de toda la Tierra, que fue creada quizás únicamente para el surgimiento de ese Ser".
Myshkin permanece en silencio en respuesta a las críticas sarcásticas de Ippolit sobre la humildad cristiana, y no hace ningún intento de refutar sus intrincados argumentos ateos. Cuando se relacionan solo entre sí, el quietismo y la sincera empatía del Príncipe ocasionalmente provocan una conciencia correspondiente en Ippolit, pero luego siempre vuelve a su amargura cínica.